# Bornholms Tekniske Samling
Bornholms Tekniske Samling er et teknisk museum, som ligger i Allinge på Bornholm. Museet er indrettet på på Østre Borregård, der tidligere har været under Hammershus. Udstillingen fordeler sig på 4.000 m2, og indeholder maskiner, husgeråd, møbler, køretøjer og meget andet, der har tilknytning til Bornholm.
Museet drives af frivillige og langt størstedelen af samlingen er blevet givet som gaver til samlingen af privatpersoner. Museet er åben fra maj til og med efterårsferien.